# Grau Celsius

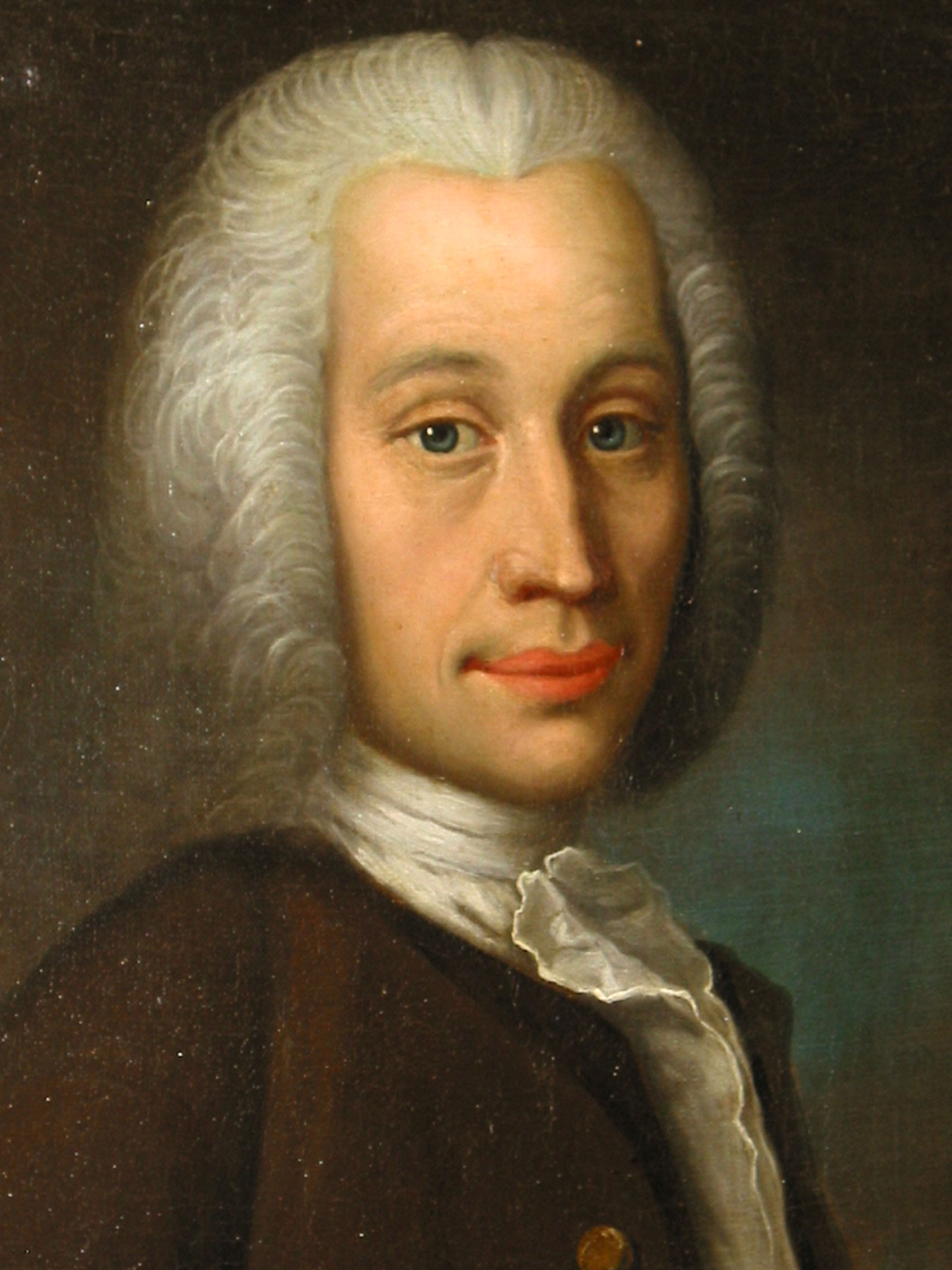
Anders Celsius, creador del grau amb el seu nom

El grau Celsius, representat com a ℃, és una unitat de temperatura que deu el seu nom a l'astrònom suec Anders Celsius (1701-1744), que proposà per primera vegada una escala de temperatura el 1742, dos anys abans de morir. També conegut com grau centígrad, és una de les unitats derivades del Sistema Internacional d'Unitats, i difereix del kelvin en el fet que aquest és la unitat bàsica de temperatura en el SI. És la unitat de temperatura que resulta d'imposar la condició que la diferència entre els punts de fusió del gel i d'ebullició de l'aigua, a la pressió normal, val 100. El grau Celsius (°C) pot referir-se a una temperatura específica de l'escala Celsius, així també servir com un increment d'unitat per indicar un interval de temperatura (una diferència entre dues temperatures o la incertesa). Entre 1744 i 1954, amb algunes variacions, s'havia definit escollint els 0 °C en el punt de congelació de l'aigua i els 100 °C en el seu punt d'ebullició, ambdós a nivell del mar, i encara és habitual trobar aquesta definició. Però avui dia, el grau Celsius no és més que un nom especial per al kelvin, una diferència d'un grau Celsius, és equivalent a una diferència d'un kelvin, és a dir, els intervals de temperatura expressats en graus Celsius i en kèlvins, tenen el mateix valor. La diferència és que el zero de l'escala Celsius difereix de l'escala Kelvin en 273,15 unitats. És a dir, T (°C) = T (K) - 273,15 (essent T la temperatura).
L'escala de Celsius és molt utilitzada per expressar les temperatures d'ús quotidià, des de la temperatura de l'aire fins a molts dispositius domèstics (forns, fregidores, aigua calenta, refrigeració, etc.). També s'utilitza en treballs científics i tecnològics, encara que en molts casos és d'obligada utilització l'escala de Kelvin.
El 1948, la Conferència General de Pesos i Mesures, s'inclinà pel terme Celsius, en detriment dels altres termes usats centígrad i centesimal, per tal d'eliminar la confusió amb el prefix centi-, i per reconèixer la tasca d'Anders Celsius.
El símbol del grau Celsius és un cercle ovalat (i no la lletra «o») seguit de la lletra C, que formen un bloc indivisible.
La representació informàtica del símbol ° es fa mitjançant la combinació de tecles Alt+248; també funciona amb Alt+0176.
| Conversió de                                                 | a          | Fórmula              |
| ------------------------------------------------------------ | ---------- | -------------------- |
| Celsius                                                      | Fahrenheit | °F = °C⋅1,8 + 32     |
| Fahrenheit                                                   | Celsius    | °C = (°F - 32) / 1,8 |
| Celsius                                                      | Kelvin     | K = °C + 273,15      |
| Kelvin                                                       | Celsius    | °C = K - 273,15      |
| Calculadora per convertir unitats de temperatura (en anglès) |            |                      |

Exemple de les temperatures de fusió i ebullició de l'aigua destil·lada a una atmosfera de pressió, en les escales Celsius, Fahrenheit i Kelvin, són les següents:
| Escala     | Fusió    | Ebullició |
| ---------- | -------- | --------- |
| Kelvin     | 273,15 K | 373,15 K  |
| Celsius    | 0 °C     | 100 °C    |
| Fahrenheit | 32 °F    | 212 °F    |

## Biografia
Anders Celsius (Uppsala, Suècia, 1701 - id., 1744) fou un físic i astrònom suec. Professor d'astronomia a la universitat d'Uppsala (1730-1744), Celsius va supervisar la construcció de l'observatori d'Uppsala, del que va ser nomenat director l'any 1740. L'any 1733 va publicar una col·lecció de 316 observacions d'aurores boreals. El 1736 va participar en una expedició a Lapònia per mesurar un arc de meridià terrestre, el qual va confirmar la teoria de Newton que afirma que la terra no és del tot rodona, sinó que s'aixafa als pols.
Celsius és conegut com l'inventor de l'escala centesimal del termòmetre. Encara que aquest instrument és un invent molt antic, la història de la seva gradació és molt més capritxosa. Durant el segle xvi era graduat com "fred" col·locant-lo en una cova i "calent" exposant-lo als raigs del sol estival o sobre la pell calenta d'una persona. Més tard el francès Réaumur i l'alemany Farenheit el 1714, el van graduar basant-se en la temperatura del gel en el seu punt de fusió i en la del vapor d'aigua en bullir, però l'escala alemanya anava de 32 a 212 graus, mentre que la francesa ho feia de 0 a 80 graus.

## Història
Anders Celsius va crear originalment una versió inversa de l'escala de temperatura Celsius modern per al qual va representar el punt zero d'ebullició de l'aigua i cent representar el punt de congelació de l'aigua. En el seu document d'observacions de dos graus en un termòmetre persistents, va explicar els seus experiments que mostren que el punt de fusió del gel era essencialment afectada per la pressió. També va determinar amb precisió notable com l'aigua en el punt d'ebullició varia en funció de la pressió atmosfèrica. Va proposar que el zero en la seva escala de temperatura (aigua de punt d'ebullició) es calibrés en la pressió mitjana baromètrica a nivell del mar. Aquesta pressió es coneix com una atmosfera estàndard. (CGPM 10 El BIPM és definida després d'una atmosfera estàndard a la igualtat d'1.013.250 Dinas per centímetre quadrat (101.325 kPa))
Com a curiositat, cal remarcar que a -40 graus, les escales Fahrenheit i Celsius coincideixen
Des de la seva creació en 1750 va ser denominat grau centígrad (el seu símbol era °c, en minúscula). Però el 1948 es va decidir el canvi en la denominació oficial per evitar confusions amb una unitat anglesa també denominada grau centígrad, encara que la denominació grau centígrad, i fins i tot grau, es continua utilitzant incorrectament en l'ús col·loquial.
Fins a l'any 1954 es va definir aquesta escala de temperatures assignant 0 °C a la temperatura d'una mescla d'aigua pura i gel en equilibri a la pressió d'una atmosfera, la de 100 °C a la de l'aigua en ebullició a aquesta mateixa pressió i dividint l'escala resultant en 100 parts iguals, cada una d'elles definida com un grau centígrad.
Des del 1954 es va definir assignant el valor 0,01 °C a la temperatura del punt triple de l'aigua destil·lada i establint 1 °C com la fracció 1/273,16 de la diferència amb el zero absolut de temperatures.
Des del 1968 es defineix a partir del kelvin. Una diferència d'un grau Celsius (°C) és equivalent a una diferència d'un kelvin (K).
Encara que en països molt importants i econòmicament potents com els Estats Units estigui molt estès el grau Fahrenheit, actualment el grau Celsius és la unitat de mesura de temperatura més usada per tothom (juntament amb el kelvin). Val a dir, que "el grau Celsius", és el més utilitzat tant en l'àmbit científic com el tecnològic, per exemple: els forns, neveres, intercanviadors de calor, etc., treballen amb aquesta unitat de temperatura. Els termòmetres de temperatura ambient generalment també utilitzen els Celsius com a unitat de treball, de la mateixa manera que ho fan els homes del temps de la televisió. En àmbits més industrials i tecnològics també es fa servir, encara que de forma no tan freqüent, ja que molts aparells treballen amb altres unitats com el kelvin o el grau Fahrenheit.

## Temperatures i intervals
El grau Celsius està subjecte a les mateixes regles que el kelvin pel que fa a l'ús del seu nom i símbol de la unitat. Així, a més d'expressar temperatures específiques al llarg de la seva escala (per exemple, "Galli es fon a 29,7646 °C" i "La temperatura exterior és de 23 graus Celsius"), el grau Celsius també és adequat per expressar intervals de temperatura: diferències entre temperatures o les seves incerteses (per exemple, "La sortida de l'intercanviador de calor és més calenta en 40 graus centígrads" i "La nostra incertesa estàndard és de ±3 °C"). A causa d'aquest ús dual, no s'ha de confiar en el nom de la unitat o el seu símbol per indicar que una quantitat és un interval de temperatura; ha de ser inequívoc a través del context o de la declaració explícita que la quantitat és un interval. Això de vegades es resol utilitzant el símbol °C (pronunciat "graus Celsius") per a una temperatura, i C° (pronunciat "graus Celsius") per a un interval de temperatura, tot i que aquest ús no és estàndard. Una altra manera d'expressar el mateix és "40 °C ± 3 K", que es poden trobar habitualment a la literatura.
La mesura Celsius segueix un sistema d'intervals però no un sistema de ràtios; i segueix una escala relativa no una escala absoluta. Per exemple, un objecte a 20 °C no té el doble d'energia que quan està a 10 °C; i 0 °C no és el valor Celsius més baix. Per tant, els graus Celsius són una mesura d'interval útil, però no posseeixen les característiques de mesures de relació com el pes o la distància.